# 過ぎし日のセレナーデ
『過ぎし日のセレナーデ』（すぎしひのセレナーデ）(全21回)は、フジテレビ系列で1989年10月19日 - 1990年3月22日に木曜劇場枠で放送されたテレビドラマ。同枠で2クールにわたり放送された作品は、本作終了後、『白い巨塔』まで13年半存在しなかった。

## 概要
大財閥の御曹司である海棠泰隆（古谷一行）とその異母弟に当たる榊隆之（田村正和）の約半世紀にも及ぶ確執を描いた物語で、いきなり晩年（ラストシーン）から始まるという演出であった。善悪で割り切れない複雑な人間模様を描いた、この時代のドラマとしては大変珍しい作品である。第一回目はフラッシュバックから始まった。田村はこの作品で30代から60代までを演じ(10代は渡辺博貴が演じた)、その年代ごとに前髪を垂らしたり、白髪で髭を生やすなどしたが、68歳の榊隆之を演じる為にメークに2時間以上をかけて白髪の老人の姿になった。
　テレビ雑誌等の広告に掲載されていた番宣キャッチフレーズは「大人の恋は長編になる」であった。

## 神戸市との関係
前半では神戸市でロケが行われた。阪神・淡路大震災で全壊した神戸雅叙園ホテルや、現在は廃業し廃墟となった摩耶観光ホテルも使われるなど、今となっては震災前の町の様子が分かる映像的価値のあるシーンも多い。

## キャスト
- 榊隆之：田村正和

主人公。海棠コンツェルンの総帥・海棠隆元と愛人・榊れいとの間の子供。13歳の時に初めて母に連れられ軽井沢にあった海棠家の別荘を訪れ、同い年の義兄・泰隆や海棠家の運転手の娘・志津子と出会う。当時から泰隆とは志津子を巡って諍いを起こしていたが、2年後に隆元を猟銃で撃つ騒ぎを起こしたことで海棠家と縁を切る。
その後母親も亡くし荒れた日々を送るようになり大阪で暴力団員となっていたが偶然出会った喫茶店の店員・千恵との間に子供（長女・典子）が生まれたことで考えを改めてカタギとなり、第2話の時点では神戸中央卸市場で青果の仲買商を営んでいた。その頃には典子と3歳違いの長男・和行も生まれている。
後に、イタリアンレストラン(Ill Pasta)のオーナーとなる。
- 海棠泰隆：古谷一行

海棠グループの総帥・海棠隆元の実の息子（ただし後年、本家の外に生母が存在すると判明）。本作のもう一人の主人公。第1話・最終話の時点ではグループの基幹企業である日本興和開発の会長。
13歳の時に同い年の義弟・隆之に出会うが海棠家の運転手の娘だった志津子を巡って諍いを起こし、2年後に隆之が隆元を猟銃で撃つ事件を起こしたことで一旦縁が切れる。それでも隆元の容態が悪くなった際に手を尽くして隆之の行方を探すなど当時の海棠家の人間の中では唯一隆之に悪い印象を持っておらず、後年まで隆之と一緒に仕事ができることを願っていた。　
- 矢沢（海棠）志津子：高橋惠子

海棠家の運転手の娘でのちに泰隆の妻。独身時代は不動産鑑定士の資格を持ち、東亜総合コンサルタントで働いていたが、ある日偶然、隆之と再会する。
- 榊千恵：石野真子

隆之の妻。辛くても悲しくても滅多に泣かないが、幸せだとすぐに泣いてしまう。
子どもがかわいい。家族が大切。人生が楽しいものであることを一つ一つ隆之に教える。
- 石山卓：泉谷しげる

隆之の親友で家族ぐるみの付き合いをしている。愛妻家。すぐすねる。
第2話時点では神戸ベイホテルのコックをしており、夫人どうしが知り合いだったことが縁で隆之とも懇意になり、商売上の取引から家族ぐるみの付き合いまで幅広く縁を持つ。千恵の死後に隆之を拒絶した和行を引き取り育てる。
のちに独立してパン屋「石山ベーカリー」を開店する。
家や会社を守ることに固執する泰隆やそれを根こそぎ奪い取ろうとする隆之とは対照的に、石山やその家族はごく平凡ながらも小さな幸せを大事にして在るがままに人生を生きる理想的な人物・家庭として描かれていた。　　
- 石山良子：石黒ケイ→芦川よしみ(第6話以降)

石山卓の妻。勤めていた病院で妊娠中の榊千恵と知り合う。榊千恵の親友。
- 榊和行：野村宏伸

隆之と千恵の息子。千恵と姉・典子が殺された当日に隆之が志津子と会っていたのを目撃し、その為に二人は死んだと思い込み以後隆之を拒絶し、その生き方を否定する。
以降は高校まで石山家で暮らすが、姉代わりだった石山の娘・美穂に思いを抱く一方でその母・良子が、彼自身が隆之のようになることを恐れて2人の交際に反対であることを知って石山家と距離を置くようになり、高校を卒業した第11話以降は東京に出て働くようになる。以降は志津子とも真剣に話を交わすようになって隆之の気持ちを理解するようになり、再び隆之と会うようになる。それでも泰隆から志津子を含めたすべてを奪い取ろうとする隆之とは違い、母や姉を含めた家族全員で仲良く暮らしていた頃のようにいま現在の小さな幸せが大事だと思っている。
その後千晶と出会い、同じ悩みを抱えるどうしで心を通い合わせるようになって恋仲に発展、泰隆にも関係を認めてもらうに至る。隆之の服役中に千晶と結婚、隆之が日本を離れているあいだにひろみという一人娘をもうける。
- 海棠（榊）千晶：山口智子

泰隆と志津子の娘。のちに和行と結婚する。　
- 石山美穂：渡辺満里奈

石山卓・良子の一人娘。隆之の娘・典子と同い年で、その弟・和行が母と姉が殺された事件を機に隆之と断絶して石山家で暮らすようになってからは姉代わりとして面倒をみながら思いを寄せる。母・良子の発言がもとで和行が家を出たことを知っており、何度か両親に反発して東京にいる和行に会いに行くが和行が自身を「好きになってはいけない人」と認識していることを知ってからは自身も和行と距離を置き、最終的には別の男と結婚、信人という一人息子を授かる。
最終話で和行と結婚した千晶と初めて会い、和行との結婚について「いま思えば大した障害なんてなかった。あなたの方がずっと大きな障害があったでしょう」と千晶を労り、「結局、（自身と和行とは）縁がなかったんだと思う」と結論付けた。　
- 榊れい：朝加真由美

海棠グループの総帥・海棠隆元の第2婦人で隆之の母。神戸の奥様と呼ばれていた。
- 海棠綾子：浅利香津代

海棠グループの総帥・海棠隆元の妻
- 山口絵里：黒木瞳

海棠グループの総帥・海棠隆元と綾子の娘。泰隆の妹(異母兄弟)。
- 山口昌史：中丸新将

山口絵里の夫。
- 小塚雅子：野際陽子

海棠家の有能な秘書。　
- 森下真実：池上季実子

森下徹の姉。日本港湾新聞神戸支局の記者。
- 森下徹：薬丸裕英

森下真美の弟。
- 龍村尭：岡田眞澄

森下真美の叔父。　
- 田村英子：高木美保

生みの親を泰隆に引き合わせる。のちに泰隆の愛人になる。
- 西崎彩：磯野貴理子
- 刈田利恵子：麻丘めぐみ
- 佐久間：清水綋治

隆之が暴力団員時代からの知り合い。
- 加藤章司：片桐竜次

隆之が暴力団員時代からの知り合い。
- --：黒田アーサー

独身時代の志津子の恋人であり同僚。
- --:水島かおり

美穂の高校の先輩で大学生。和行を連れ回す。
- 家城みずえ:--

志津子が家を出たときに助ける。
- 刈田美也：井森美幸　(1話の回想シーンのみ実際は出ていない)

## スタッフ
- 脚本：鎌田敏夫　
  - 『過ぎし日のセレナーデ (上)』立風書房、1990年3月。ISBN 978-4651185095。
  - 『過ぎし日のセレナーデ (下)』立風書房、1990年5月。ISBN 978-4651185101。
- 音楽：大島ミチル
- 主題歌：『愛されてセレナーデ』ヤン・スギョン
- プロデュース：中山和記、遠藤龍之介
- 演出：藤田明二、松田秀知、舛田明廣

## サブタイトル
1. 追憶
2. めぐり逢い
3. 愛情
4. あの時のキス
5. 運命の日
6. 十年目の再会
7. 愛の涙
8. 揺れる心
9. 恋の火
10. 対決
11. 空港
12. 恋の罪
13. 嫉妬
14. 髪留め
15. 淋しい男
16. 私は悪い女
17. 成功の影
18. 逆転の日
19. 抱擁
20. 愛の決断
21. 涙

## 年代区分
- 壮年期:第5話以前
- 中年期:第6話以降。壮年期から10年後
- 晩年期